# Dicranum subulatum
Dicranum subulatum är en bladmossart som först beskrevs av Hedwig, och fick sitt nu gällande namn av Georg Ernst Ludwig Hampe 1830. Dicranum subulatum ingår i släktet kvastmossor, och familjen Dicranaceae. Inga underarter finns listade i Catalogue of Life.